# Гашкино
Гашкино — деревня в Гороховецком районе Владимирской области России, входит в состав Денисовского сельского поселения.

## География
Деревня расположена на берегу Гашкинского пруда (озеро Сингер) в 21 км на восток от центра поселения посёлка Пролетарский и в 24 км на юго-запад от Гороховца. 

## История
В XIX — первой четверти XX века деревня входила в состав Кожинской волости Гороховецкого уезда, с 1926 года — в составе Гороховецкой волости Вязниковского уезда. В 1859 году в деревне числилось 10 дворов, в 1905 году — 20 дворов, в 1926 году — 19 дворов.
С 1929 года деревня являлась центром Гашкинского сельсовета Гороховецкого района, с 1940 года — в составе Чулковского сельсовета, с 2005 года в составе Денисовского сельского поселения.

## Население
| 1859 | 1905 | 1926 | 2002 | 2010 | 2021 |
| ---- | ---- | ---- | ---- | ---- | ---- |
| 95   | ↗114 | ↘84  | ↘10  | ↘7   | ↘6   |